# Remdezivir
A remdezivir (fejlesztési kódja GS-5734) egy nukleotid-analógok osztályába tartozó szerves vegyület, melyet a gyógyászatban antivirális hatóanyagként használnak.
A Gilead Sciences fejlesztette ki az ebola- és a marburg vírusfertőzések kezelésére, bár ezt követően rájöttek, hogy más egyszálú RNS-vírusok (mint például a légzőszervi szinciciális vírus, Junin-vírus, Lassa-láz vírus, Nipah-vírus, Hendra-vírus és a koronavírusok (ideértve a MERS- és SARS-vírusokat)) ellen is mutat antivirális aktivitást. Vizsgálják a SARS-CoV-2, Nipah- és Hendra-vírusoknál is. A más koronavírus fertőzéseknél elért sikerek által ösztönözve a Gilead átadta a remdezivirt azoknak az orvosoknak, akik a 2020-ban kitört SARS-CoV-2 járvány első amerikai fertőzöttjét kezelték Washington állam, Snohomish megyében. A vegyületet Kína is megkapta, hogy néhány vizsgálatot elvégezhessen súlyos, vagy enyhe tüneteket mutató, fertőzött személyeknél.
Az Európai Bizottság 2020 júliusában engedélyezte a remdezivir mint az első Covid19-ellenes hatóanyag forgalmazását.

## Kutatási felhasználás
A laboratóriumi vizsgálatok azt sugallják, hogy a remdezivir hatékony a vírusok széles skálája ellen, beleértve a SARS-CoV és a MERS-CoV vírusokat. A gyógyszert a nyugat-afrikai, 2013–2016-ig tartó ebolajárvány megfékezésére szánták. Bár a szer biztonságosnak bizonyult, nem volt kifejezetten hatékony az ebolaszerű filovírusok ellen.

### Ebola-vírus
A 2013-tól 2016-ig tartó nyugat-afrikai ebolajárvány miatt a remdezivir gyorsan átment a klinikai vizsgálatokon, és az akkori korai fejlesztési fázis ellenére végül legalább egy emberi páciensen használták. Az előzetes eredmények ígéretesek voltak, és további klinikai teszteket követően felhasználták a 2018-ban kitört kivui ebolajárványnál egészen 2019 augusztusáig, amikor a kongói hatóságok bejelentették, hogy jóval kisebb hatékonyságú, mint a mAb114 és a REGN-EB3 monoklonális antitestkezelések. Mindazonáltal a vizsgálatok megalapozták biztonsági profilját.

### SARS-CoV-2
A SARS-CoV-2 által kiváltott, 2019–2020-ban kitört koronavírus-járványra válaszul a Gilead együttműködve a kínai hatóságokkal biztosította a remdezivirt egy „kis létszámú” páciens csoport részére.
A Gilead megkezdte a remdezivir laboratóriumi kísérleteit is a SARS-CoV-2-vel szemben. A Gilead állítása szerint a remdezivir „aktívnak mutatkozott” az állatokban található SARS és a MERS ellen.
2020. január végén, miután kialakult nála a tüdőgyulladás, „méltányossági használatra” beadták a remdezivirt annak a Snohomish megyei (Washington állam) amerikai páciensnek, akinél elsőként erősítették meg a SARS-CoV-2 fertőzést. Bár nem vontak le következtetést az egyszeri használat alapján, másnapra a beteg állapota drámaian javult, végül hazaengedték.
2020. január végén a kínai orvostudományi kutatók bejelentették a médiának, hogy egy felderítő kutatás szerint a 30 hatóanyagjelölt közül a remdezivir, a klorokin és a lopinavir/ritonavir sejtszinten „egész jó gátló hatásúnak” bizonyult a SARS-CoV-2 ellen. Kérvényezték a klinikai vizsgálatok elvégzését. 2020. február 6-án a remdezivir klinikai vizsgálata megkezdődött Kínában. Három német kórház is részt vesz a hatóanyaggal végzett vizsgálatokban; a düsseldorfi egyetemi klinika (UKD) a remdezivir mellett más olyan vírusellenes gyógyszereket is használ, amelyeket még nem hagytak jóvá koronavírusos betegek kezelésére.
2020. április 23-án a Gilead Sciences nevű kaliforniai cég kiadott egy közleményt, amely szerint a WHO idő előtt publikálta a tanulmányukból származó információkat. A WHO az akaratlanul közzétett, majd később eltávolított összefoglaló jelentésben a remdezivir Covid-19 elleni hatástalanságáról számolt be.
2020.06.30-án az Európai Gyógyszerügynökség (EMA) emberi felhasználásra szánt gyógyszerekkel foglalkozó bizottsága (CHMP) feltételes forgalombahozatali engedély megadását javasolta a remdezivir hatóanyagot tartalmazó Veklury márkanevű gyógyszerkészítménynek, amely Covid19-fertőzés kezelésére adható felnőtteknek és 12. életévüket már betöltött gyermekeknek, ha tüdőgyulladásuk kiegészítő oxigénterápiát igényel.
2020. október 7-én a Richter gyógyszergyár bejelentette, hogy a súlyos stádiumban lévő SARS-CoV-2 fertőzésben szenvedő betegek kezelésére a remdezivir hatóanyag szintézisét megoldotta és sikeresen le is gyártotta.

### Egyéb vírusok
A remdezivir aktív formája, a GS-441524, ígéretesnek mutatkozik a macskafélék koronavírusának kezelésére.

## Hatásmechanizmus és rezisztencia
A remdezivir egy elővegyület, amely a GS-441524 aktív formává metabolizálódik. A GS-441524 egy adenozin nukleotid analóg, amely megzavarja a vírus RNS-polimerázt és megakadályozza a vírus exoribonukleáz (ExoN) hibajavításait, ezzel csökkentve a vírus RNS-ének termelődését. Nem ismert, hogy az RNS-láncok lezáródását vagy azok mutációját okozza-e. Azt azonban megtudták, hogy az Ebola-vírus RNS-függő RNS-polimerázát nagyrészt a késleltetett lánclezárás gátolja.
2018-ban azonosították az egérhepatitisz-vírus RNS-replikázának olyan mutációit, amelyek részleges rezisztenciát okoznak. Ezek a mutációk a természetben kevésbé hatékonyak, és a kutatók úgy vélik, hogy valószínűleg nem fognak fennmaradni ott, ahol a gyógyszert nem használják.

## Előállítása

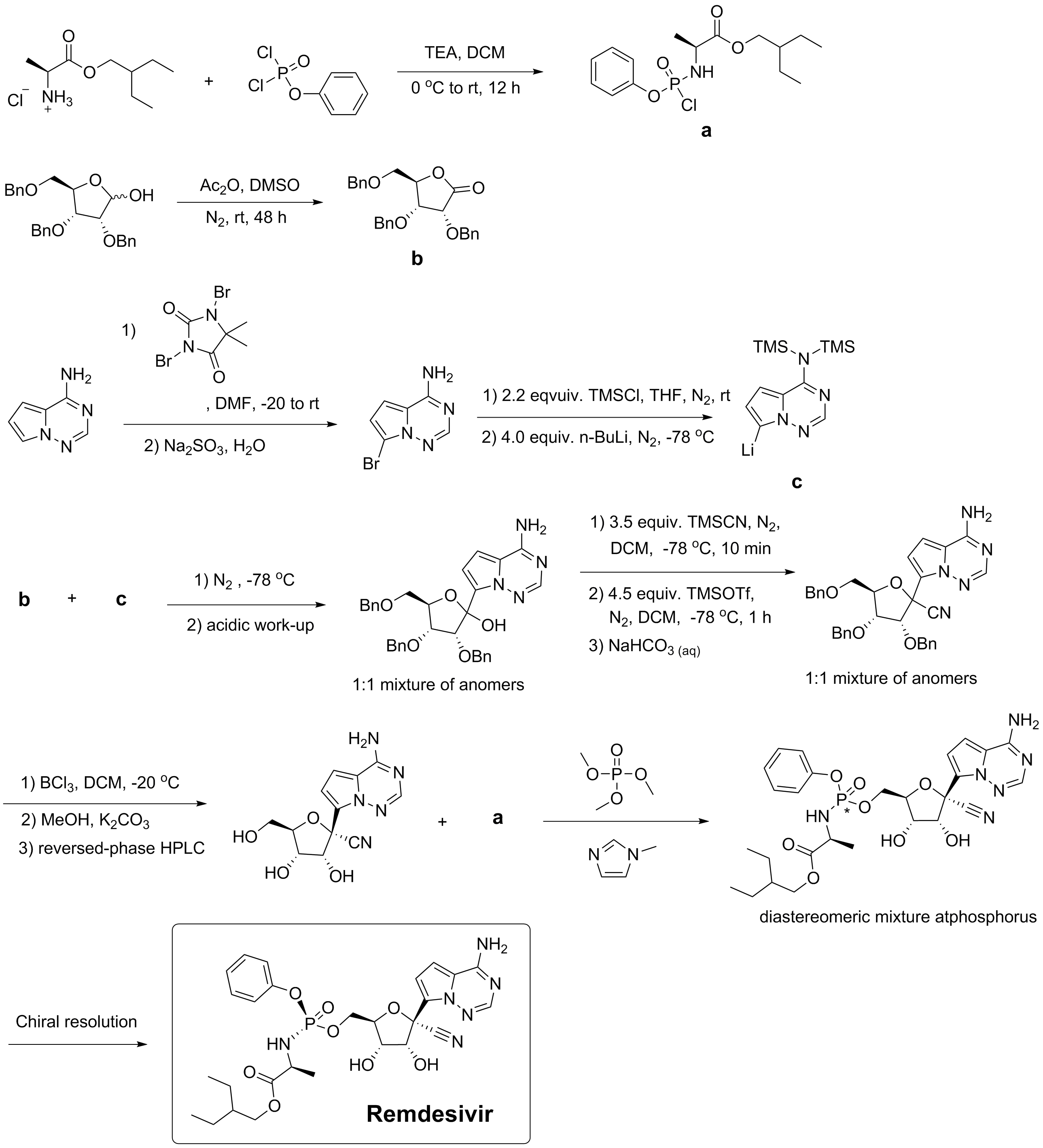
A remdezivir szintézise

Több lépésben állítható elő ribózszármazékokból. Az ábra a Gilead Sciences munkatársai által kifejlesztett szintézisutat mutatja be. Először az a intermediert állítják elő L-alaninból és fenil-foszfor-dikloridátból trietil-amin és diklórmetán jelenlétében; a hármas benzilvédett ribóz dimetil-szulfoxiddal oxidálva ecetsav-anhidrid mellett a b laktonná alakul. A pirrolo[2,1-f][1,2,4]triazin-4-amin brómozásával, majd az aminocsoport trimetilszilil-klorid feleslegével történő védésével nyert bromidszármazékkal halogén-lítium cserereakciót végeznek n-butillítiummal −78 °C hőmérsékleten, így nyerik a c intermediert. Ezt követően a b intermediert c oldatához csepegtetik. A reakció enyhén savas vizes oldatban történő leállítása után az anomerek 1:1 arányú elegyét kapjuk. Ezt feleslegben lévő trimetilszilil-cianiddal reagáltatják diklórmetánban −78 °C hőmérsékleten 10 percig. Trimetilszilil-triflát hozzáadása után további 1 órán át reagáltatják, majd a reakciót az elegyet vizes nátrium-hidrogén-karbonát oldathoz adva leállítják, így nitril köztiterméket kapnak. A benzil védőcsoportot ezután –20 °C-on bór-trikloriddal eltávolítják. A bór-triklorid feleslegét kálium-karbonát és metanol keverékével bontják el, így kapják a benzilmentes köztiterméket. Ezt követően az izomereket fordított fázisú HPLC-vel választják el egymástól. Az optikailag tiszta vegyületet és az a köztiterméket trimetil-foszfáttal és metil-imidazollal reagáltatják, így kapják a remdezivir diasztereomer keverékét. Ebből optikailag tiszta remdezivirt többek között királis rezolválással lehet nyerni.

## Fordítás
Ez a szócikk részben vagy egészben  a   Remdesivir című angol Wikipédia-szócikk ezen változatának fordításán alapul.  Az eredeti cikk szerkesztőit annak laptörténete sorolja fel. Ez a jelzés csupán a megfogalmazás eredetét és a szerzői jogokat jelzi, nem szolgál a cikkben szereplő információk forrásmegjelöléseként.